# Тафрина сливовая
Тафри́на сли́вовая, или тафрина слив (лат. Taphrina pruni) — вид грибов рода тафрина (Taphrina) отдела аскомикота (Ascomycota), паразит сливы (Prunus). Вызывает «кармашки плодов», «ведьмины мётлы» и деформацию листьев (курчавость).

## Таксономия
В течение XX века многие исследователи признавали существование близкого к тафрине сливовой самостоятельного вида — Тафрина терносливы (Taphrina insititiae). В качестве признаков, отличающих эти виды, указывали на различия в морфологии асков и базальных клеток. Также тафрину сливовую считали поражающей главным образом плоды, а тафрину терносливы — ветви и побеги; для тафрины терносливы указывалась более узкая специализация к видам растений-хозяев, её считали поражающей только сливу домашнюю и терносливу.
Согласно базе данных Species fungorum, в современной таксономии Taphrina insititiae не признаётся самостоятельным видом, это название считается синонимом для Taphrina pruni.

## Описание
Признаки патологических изменений у растения-хозяина см. в разделе Вызываемое заболевание.
Мицелий межклеточный, зимует в тканях ветвей.
Сумчатый слой («гимений») мучнистый, восковидный, грязновато-серый, развивается на поверхности поражённых плодов или листьев, чаще на нижней стороне.
Аски восьмиспоровые, булавовидные или почти цилиндрические с закруглённой вершиной, размерами 27—53×5—17 или 40—60×8—15 мкм. Базальные клетки (см. в статье Тафрина) 15—21×4—13 мкм, удлинённые, узкой цилиндрической формы, не вклиниваются между клетками эпидермиса растения.
Аскоспоры шаровидные или эллипсоидные, размерами 4—6×3—6 мкм или короткояйцевидные, 4—5×4 мкм, могут почковаться в асках. При почковании образуют бластоспоры, имеющие округлую форму и размеры вдвое меньшие, чем аскоспоры.
В описаниях тафрины терносливы как самостоятельного вида указываются следующие признаки: размеры асков 25—30×8—10 мкм; базальные клетки короткие, вклинивающиеся в эпидермис растения, размерами 6—8×7—10 мкм; аскоспоры размерами 3,5—4 мкм.

## Распространение и хозяева
Типовой хозяин — Слива домашняя (Prunus domestica), заражает также многие виды подродов Слива и Вишня (Cerasus) — тёрн (Prunus spinosa), терносливу (Prunus insititia), алычу (Prunus cerasifera), сливу уссурийскую (Prunus ussuriensis), черёмуху (Prunus padus).
Тафрина сливовая встречается в Европе во всех регионах произрастания хозяев; в Азии распространена в Иране, Средней Азии, Казахстане, Китае, на Дальнем Востоке — от Японии и Кореи до Хабаровского края; также встречается в Северной Америке, Южной Африке и Новой Зеландии.

## Близкие виды
- Taphrina padi

## Вызываемое заболевание

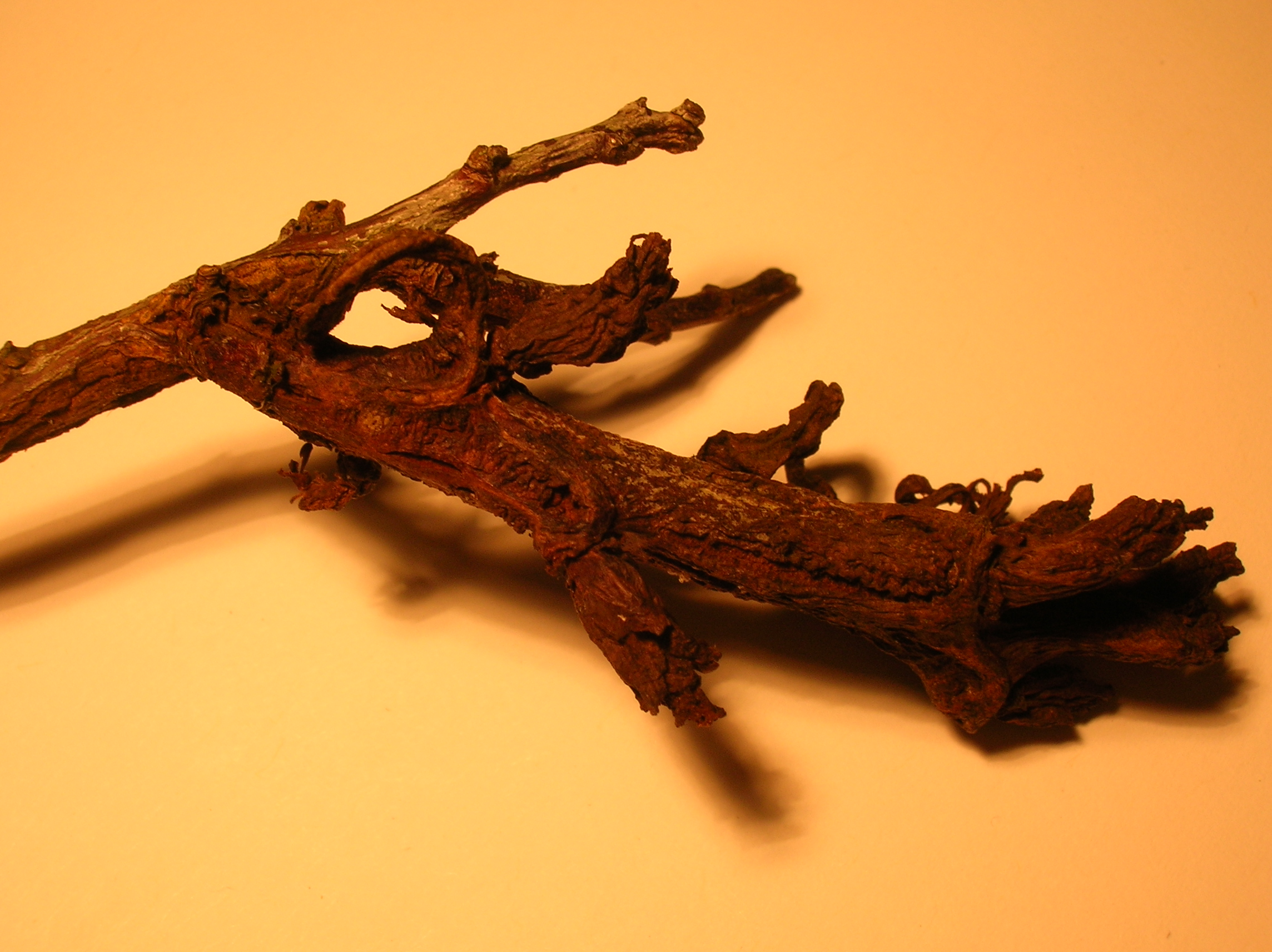
Побег тёрна, укороченный и деформированный в результате поражения тафриной сливовой

Первичное заражение происходит весной, во время цветения или сразу после образования завязей. Зимующие, вероятно, в трещинах коры аскоспоры или бластоспоры прорастают мицелием, который проникает в ткани растения через цветоножки. Развитию мицелия способствует повышенная влажность и температура 17—19 °C во время цветения. Первые признаки заболевания плодов наблюдаются через 2—4 недели после заражения или через 12—15 суток поле цветения.
При поражении завязи происходит её разрастание, вместо плодов возникают полые образования, лишённые семян — «кармашки». «Кармашки» разрастаются в длину до 4—6 см и изгибаются на концах, с одной стороны они сжатые и имеют более светлую окраску. К концу лета повреждённые плоды засыхают и опадают. Мицелий гриба сохраняется в ветвях, и на следующий сезон происходит вторичное заражение завязей — путём прорастания в них перезимовавшего мицелия.
Заражённые мицелием ветви укорачиваются и искривляются, на них могут образовываться густые «ведьмины мётлы» с тонкими, слабо развитыми побегами. Листья на них скручиваются, становятся курчавыми, приобретают жёлтую или красную окраску.
Заражение тафриной сливовой сопровождается появлением на растении сопутствующих основному патогену анаморфных грибков — таких, как Cladosporium phyllophilum и Trichothecium roseum.
В неблагоприятные годы болезнь может поражать до 15—20 % плодов. Распространению её способствует слишком густая посадка деревьев и недостаток ухода за садом.

## Способы борьбы
«Кармашки» собирают и уничтожают, срезают также заражённые грибом ветви, на которых повреждённые плоды появляются каждый сезон. При появлении на сливе «ведьминых мётел» поражённые ветви срезают и уничтожают, раны замазывают. Для профилактики «кармашков» и «ведьминых мётел» деревья опрыскивают ранней весной, за несколько дней до распускания почек, 1 % медным купоросом или 2 % бордоской жидкостью, летом опрыскивают 1 % бордоской жидкостью.